# Copris obenbergeri
Copris obenbergeri är en skalbaggsart som beskrevs av Vladimir Balthasar 1933. Copris obenbergeri ingår i släktet Copris och familjen bladhorningar. Inga underarter finns listade i Catalogue of Life.